# .sz
Pour les articles homonymes, voir SZ.
.sz est le domaine de premier niveau national (country code top level domain : ccTLD) réservé à l'Eswatini, anciennement connu jusqu'en 2018 sous le nom de Swaziland. Il est introduit le 19 juillet 1993 et est exploité par la  Swaziland ISP Association (SISPA).

## Caractéristiques
Les domaines sont enregistrés aussi bien au deuxième qu'au troisième niveau. Un domaine .sz peut comporter entre trois et 63 caractères et ne contenir que des caractères alphanumériques.

## Domaines de deuxième niveau
Il existe quatre domaines de second niveau :
- co.sz : entités commerciales
- ac.sz : institutions universitaires
- org.sz : organisations non commerciales
- gov.sz : Réservé à l'usage du gouvernement